# بروشارد هاستل
بروشارد هاستل (به انگلیسی: Max_Holste_Broussard) یک هواگرد ملخ‌پیشین تک‌موتوره از نوع شش سرنشینه ساخت شرکت Avions Max Holste است. هواگرد بروشارد هاستل نخستین پروازش را در ۱۹۵۲ میلادی انجام داد. این هواگرد در سال ۱۹۵۴ میلادی رسماً معرفی گردید. در مجموع، تعداد ۳۹۶ فروند از این هواگرد ساخته شده‌است.